# Olešná (Podlesí)
Olešná (německy Woleschna) je malá vesnice a část obce Podlesí v okrese Ústí nad Orlicí. Nachází se zhruba dva kilometry severovýchodně od Brandýsa nad Orlicí. V rámci obce Podlesí představuje jihovýchodní část obce.  Olešná leží v katastrálním území Němčí o výměře 2,53 km².

## Historie
První písemná zmínka o vesnici pochází z roku 1227.